# Danny Leyva
Daniel Leyva (Las Vegas, Nevada, Estados Unidos; 5 de mayo de 2003) es un futbolista estadounidense. Juega como centrocampista y su equipo actual es el Seattle Sounders de la Major League Soccer.

## Clubes
| Club                     | País           | Año           |
| ------------------------ | -------------- | ------------- |
| Tacoma Defiance          | Estados Unidos | 2018-2019     |
| Seattle Sounders         | Estados Unidos | 2019-presente |
| Tacoma Defiance (cedido) | Estados Unidos | 2019-2023     |

## Palmarés

### Campeonatos nacionales
| Título              | Club             | País           | Año  |
| ------------------- | ---------------- | -------------- | ---- |
| Major League Soccer | Seattle Sounders | Estados Unidos | 2019 |